# Mayetia bicorona
Mayetia bicorona är en skalbaggsart som beskrevs av Schuster, Marsh och Park 1959. Mayetia bicorona ingår i släktet Mayetia och familjen kortvingar. Inga underarter finns listade i Catalogue of Life.